# Vemakylindrus prolatus
Vemakylindrus prolatus är en kräftdjursart som först beskrevs av Jones 1969.  Vemakylindrus prolatus ingår i släktet Vemakylindrus och familjen Diastylidae. Inga underarter finns listade i Catalogue of Life.